# Монголски тугрик
Ту́грик (на монголски: төгрөг) е официалната валута на Монголия. Исторически 1 тугрик се равнява на 100 мунгу, но в днешно време мунгу вече не се използват.

## История
Наименованието „тугрик“ (на монголски: төгрөг) означава „кръг“, „кръгъл“, „монета“ на монголски. Все пак, в днешно време това наименование рядко се използва извън контекста на валутата, с изключение на израза „төгрөг сар“ (пълна луна).
Тугрикът е пуснат в обращение на 9 декември 1925 г. с постановление на правителството на Монголската народна република. Първоначално стойността му е равна на тази на съветската рубла, като рублата и тугрика са се е равнявали на 18 грама сребро. Той е въведен за да замести използваните дотогава монголски долар, рубла и юан. Става единствената легална валута на 1 април 1928 г.
Монетите мунгу не се използват вече, поради пренебрежително ниската им стойност, но все още се продават на туристи като сувенир.
През 2010 г. курсът на тугрика се покачва, благодарение на развиващата се рудодобивна промишленост в Монголия. Уви, през 2016 г. бележи рекорден спад и е обявена за най-зле представящата се валута в света. През август същата година тугрика достига курс от 2243.50 за долар.

## Монети
По времето на социализма в Монголия са пуснати в обращение монети от 1, 2, 5, 10, 15, 20, 50 мунгу и 1 тугрик. В днешно време в обращение съществуват монети с номинал от 20, 50, 100, 200 и 500 тугрика.
|  |

## Банкноти

### Банкноти от периода 1993 – 2014 г.
Банкнотите с номинал от 10, 20, 50 мунгу към днешно време са иззети от обращение. Използват се единствено банкноти с номинал от 1 до 20 000 тугрика.
На банкнотите, пуснати през 1993 г., липсва обозначение на годината на пускане.
| Изображение   | Изображение    | Номинал        | Размери, mm | Основни цветове   | Описание               | Описание                          | Година на пускане                       | Излизане от обращение |
| Лицева страна | Обратна страна | Номинал        | Размери, mm | Основни цветове   | Лицева страна          | Обратна страна                    | Година на пускане                       | Излизане от обращение |
| ------------- | -------------- | -------------- | ----------- | ----------------- | ---------------------- | --------------------------------- | --------------------------------------- | --------------------- |
|               |                | 10 мунгу       | 45×90       | розов червен      | Сойомбо, стрелба с лък | стрелба с лък                     | 1993                                    |                       |
|               |                | 20 мунгу       | 45×90       | жълт кафяв        | Сойомбо, борба         | борба                             | 1993                                    |                       |
|               |                | 50 мунгу       | 45×90       | зелен светлосин   | Сойомбо, езда          | езда                              | 1993                                    |                       |
|               |                | 1 тугрик       | 115×57      | зелен светлокафяв | лъв                    | сойомбо                           | 1993 2008 2014                          |                       |
|               |                | 5 тугрика      | 120×59      | червен            | Сухе Батор             | коне на Пржевалски                | 1993 2008 2014                          |                       |
|               |                | 10 тугрика     | 125×61      | светлосин зелен   | Сухе Батор             | коне на Пржевалски                | 1993 2002 2005 2007 2009 2011 2013 2014 |                       |
|               |                | 20 тугрика     | 130×64      | виолетов червен   | Сухе Батор             | коне на Пржевалски                | 1993 2002 2005 2007 2009 2011 2013 2014 |                       |
|               |                | 50 тугрика     | 135×66      | кафяв             | Сухе Батор             | коне на Пржевалски                | 1993 2000 2008 2013                     |                       |
|               |                | 100 тугрика    | 140×68      | виолетов          | Сухе Батор             | коне на Пржевалски                | 1993 1994 2000 2008 2014                |                       |
|               |                | 500 тугрика    | 145×70      | зелен             | Чингиз хан             | юрта                              | 1993 1997 2000 2003 2007 2011 2013      |                       |
|               |                | 1000 тугрика   | 150×72      | син               | Чингиз хан             | юрта                              | 1993 1997 1998 2003 2007 2011 2013      |                       |
|               |                | 5000 тугрика   | 150×72      | виолетов          | Чингиз хан             | древния Каракорум                 | 1994 2003 2013                          |                       |
|               |                | 10 000 тугрика | 150×72      | оранжев сив       | Чингиз хан             | древния Каракорум                 | 1995 2002 2009 2014                     |                       |
|               |                | 20 000 тугрика | 150×72      | зелен виолетов    | Чингиз хан             | 9-те флага на Монголската империя | 2006 2009 2013                          |                       |

## Покупателна способност
Към януари 2015 г.:
- 5 тугрика: Не се използват широко.
- 10 тугрика: Използват се за покупка на вода.
- 100 тугрика: Една близалка.
- 200 тугрика: Две близалки.
- 500 тугрика: Средна цена на градския транспорт в Улан Батор.
- 2500 тугрика: Най-евтино ястие в малък ресторант.
- 3500 тугрика: Средна цена на кутия цигари.
- 20 000 тугрика: Средна цена на пътуване с такси от летище Чингис хан до центъра на Улан Батор (ок. 20 km).
- 40 000 тугрика: Една нощувка в туристически хотел в Улан Батор.

## Китайски еквивалент
Във Вътрешна Монголия, Китай съществува хомонимна валута, която също се дели на 100 мунгу. Все пак, ако се използва в Монголия, тя се нарича юан, за да се отличава от монголския тугрик.